# Список найбільш високооплачуваних спортсменів (Форбс)
Нижче представлено списки найбільш високооплачуваних спортсменів у світі за версією журналу Forbes.

## 2023
Список 2023 року:
| Ранг | Ім'я              | Вид спорту | Країна                  | Всього            | Основний дохід/Призові | Рекламні кампанії |
| ---- | ----------------- | ---------- | ----------------------- | ----------------- | ---------------------- | ----------------- |
| 1    | Кріштіану Роналду | Футбол     | Португалія              | 136 млн доларів   | 46 млн доларів         | 90 млн доларів    |
| 2    | Ліонель Мессі     | Футбол     | Аргентина               | 130 млн доларів   | 65 млн доларів         | 65 млн доларів    |
| 3    | Кіліан Мбаппе     | Футбол     | Франція                 | 120 млн доларів   | 100 млн доларів        | 20 млн доларів    |
| 4    | Леброн Джеймс     | Баскетбол  | Сполучені Штати Америки | 119.5 млн доларів | 44.5 млн доларів       | 75 млн доларів    |
| 5    | Сауль Альварес    | Бокс       | Мексика                 | 110 млн доларів   | 100 млн доларів        | 10 млн доларів    |
| 6    | Дастін Джонсон    | Гольф      | Сполучені Штати Америки | 107 млн доларів   | 102 млн доларів        | 5 млн доларів     |
| 7    | Філ Мікелсон      | Гольф      | Сполучені Штати Америки | 106 млн доларів   | 104 млн доларів        | 2 млн доларів     |
| 8    | Стефен Каррі      | Баскетбол  | Сполучені Штати Америки | 100.4 млн доларів | 48.4 млн доларів       | 52 млн доларів    |
| 9    | Роджер Федерер    | Теніс      | Швейцарія               | 95.1 млн доларів  | 0.1 млн доларів        | 95 млн доларів    |
| 10   | Кевін Дюрант      | Баскетбол  | Сполучені Штати Америки | 89.1 млн доларів  | 44.1 млн доларів       | 45 млн доларів    |

## 2022
Список 2022 року: 
| Ранг | Ім'я              | Вид спорту           | Країна     | Всього            | Основний дохід/Призові | Рекламні кампанії |
| ---- | ----------------- | -------------------- | ---------- | ----------------- | ---------------------- | ----------------- |
| 1    | Ліонель Мессі     | Футбол               | Аргентина  | 130 млн доларів   | 75 млн доларів         | 55 млн доларів    |
| 2    | Леброн Джеймс     | Баскетбол            | США        | 121,2 млн доларів | 41,2 млн доларів       | 80 млн доларів    |
| 3    | Кріштіану Роналду | Футбол               | Португалія | 115 млн доларів   | 60 млн доларів         | 55 млн доларів    |
| 4    | Неймар            | Футбол               | Бразилія   | 95 млн доларів    | 70 млн доларів         | 25 млн доларів    |
| 5    | Стефен Каррі      | Баскетбол            | США        | 92,8 млн доларів  | 45,8 млн доларів       | 47 млн доларів    |
| 6    | Кевін Дюрант      | Баскетбол            | США        | 92,1 млн доларів  | 42,1 млн доларів       | 50 млн доларів    |
| 7    | Роджер Федерер    | Теніс                | Швейцарія  | 90,7 млн доларів  | 0,7 млн доларів        | 90 млн доларів    |
| 8    | Сауль Альварес    | Бокс                 | Мексика    | 90 млн доларів    | 85 млн доларів         | 5 млн доларів     |
| 9    | Том Бреді         | Американський футбол | США        | 83,9 млн доларів  | 31,9 млн доларів       | 52 млн доларів    |
| 10   | Янніс Адетокумбо  | Баскетбол            | Греція     | 80,9 млн доларів  | 39,9 млн доларів       | 41 млн доларів    |

## 2021
Список 2021 року: 
| Ранг | Ім'я              | Вид спорту               | Країна          | Всього            | Основний дохід/Призові | Рекламні кампанії |
| ---- | ----------------- | ------------------------ | --------------- | ----------------- | ---------------------- | ----------------- |
| 1    | Конор Мак-Грегор  | Змішані бойові мистецтва | Ірландія        | 180 млн доларів   | 22 млн доларів         | 158 млн доларів   |
| 2    | Ліонель Мессі     | Футбол                   | Аргентина       | 130 млн доларів   | 97 млн доларів         | 33 млн доларів    |
| 3    | Кріштіану Роналду | Футбол                   | Португалія      | 120 млн доларів   | 70 млн доларів         | 50 млн доларів    |
| 4    | Дак Прескотт      | Американський футбол     | США             | 107,5 млн доларів | 97,5 млн доларів       | 10 млн доларів    |
| 5    | Леброн Джеймс     | Баскетбол                | США             | 96,5 млн доларів  | 31,5 млн доларів       | 65 млн доларів    |
| 6    | Неймар            | Футбол                   | Бразилія        | 95 млн доларів    | 76 млн доларів         | 19 млн доларів    |
| 7    | Роджер Федерер    | Теніс                    | Швейцарія       | 90 млн доларів    | 0,03 млн доларів       | 90 млн доларів    |
| 8    | Льюїс Гамільтон   | Автомобільні перегони    | Велика Британія | 82 млн доларів    | 70 млн доларів         | 12 млн доларів    |
| 9    | Том Бреді         | Американський футбол     | США             | 76 млн доларів    | 45 млн доларів         | 31 млн доларів    |
| 10   | Кевін Дюрант      | Баскетбол                | США             | 75 млн доларів    | 31 млн доларів         | 44 млн доларів    |

## 2020
Список 2020 року: 
| Ранг | Ім'я              | Вид спорту           | Країна     | Всього            | Основний дохід/Призові | Рекламні кампанії |
| ---- | ----------------- | -------------------- | ---------- | ----------------- | ---------------------- | ----------------- |
| 1    | Роджер Федерер    | Теніс                | Швейцарія  | 106,3 млн доларів | 6,3 млн доларів        | 100 млн доларів   |
| 2    | Кріштіану Роналду | Футбол               | Португалія | 105 млн доларів   | 60 млн доларів         | 45 млн доларів    |
| 3    | Ліонель Мессі     | Футбол               | Аргентина  | 104 млн доларів   | 72 млн доларів         | 32 млн доларів    |
| 4    | Неймар            | Футбол               | Бразилія   | 95,5 млн доларів  | 70,5 млн доларів       | 25 млн доларів    |
| 5    | Леброн Джеймс     | Баскетбол            | США        | 88,2 млн доларів  | 28,2 млн доларів       | 60 млн доларів    |
| 6    | Стефен Каррі      | Баскетбол            | США        | 74,4 млн доларів  | 30,4 млн доларів       | 44 млн доларів    |
| 7    | Кевін Дюрант      | Баскетбол            | США        | 63,9 млн доларів  | 28,9 млн доларів       | 35 млн доларів    |
| 8    | Тайґер Вудс       | Гольф                | США        | 62,3 млн доларів  | 2,3 млн доларів        | 60 млн доларів    |
| 9    | Кірк Казінс       | Американський футбол | США        | 60,5 млн доларів  | 58 млн доларів         | 2,5 млн доларів   |
| 10   | Карсон Вентц      | Американський футбол | США        | 59,1 млн доларів  | 55,1 млн доларів       | 4 млн доларів     |

## 2010–2019
Список за 2010–2019 рр.: 
| Ранг | Ім'я              | Вид спорту | Країна          | Заробіток       |
| ---- | ----------------- | ---------- | --------------- | --------------- |
| 1    | Флойд Мейвезер    | Бокс       | США             | 915 млн доларів |
| 2    | Кріштіану Роналду | Футбол     | Португалія      | 800 млн доларів |
| 3    | Ліонель Мессі     | Футбол     | Аргентина       | 750 млн доларів |
| 4    | Леброн Джеймс     | Баскетбол  | США             | 680 млн доларів |
| 5    | Роджер Федерер    | Теніс      | Швейцарія       | 640 млн доларів |
| 6    | Тайґер Вудс       | Гольф      | США             | 615 млн доларів |
| 7    | Філ Мікелсон      | Гольф      | США             | 480 млн доларів |
| 8    | Менні Пак'яо      | Бокс       | Філіппіни       | 435 млн доларів |
| 9    | Кевін Дюрант      | Баскетбол  | США             | 425 млн доларів |
| 10   | Льюїс Гамільтон   | Автогонки  | Велика Британія | 400 млн доларів |

## 2019
Список 2019 року: 
| Ранг | Ім'я              | Вид спорту           | Країна     | Всього           | Основний дохід/Призові | Рекламні кампанії |
| ---- | ----------------- | -------------------- | ---------- | ---------------- | ---------------------- | ----------------- |
| 1    | Ліонель Мессі     | Футбол               | Аргентина  | 127 млн доларів  | 92 млн доларів         | 35 млн доларів    |
| 2    | Кріштіану Роналду | Футбол               | Португалія | 109 млн доларів  | 65 млн доларів         | 44 млн доларів    |
| 3    | Неймар            | Футбол               | Бразилія   | 105 млн доларів  | 75 млн доларів         | 30 млн доларів    |
| 4    | Сауль Альварес    | Бокс                 | Мексика    | 94 млн доларів   | 92 млн доларів         | 2 млн доларів     |
| 5    | Роджер Федерер    | Теніс                | Швейцарія  | 93,4 млн доларів | 7,4 млн доларів        | 86 млн доларів    |
| 6    | Рассел Вілсон     | Американський футбол | США        | 89,5 млн доларів | 80,5 млн доларів       | 9 млн доларів     |
| 7    | Аарон Роджерс     | Американський футбол | США        | 89,3 млн доларів | 80,3 млн доларів       | 9 млн доларів     |
| 8    | Леброн Джеймс     | Баскетбол            | США        | 89 млн доларів   | 36 млн доларів         | 53 млн доларів    |
| 9    | Стівен Каррі      | Баскетбол            | США        | 79,8 млн доларів | 37,8 млн доларів       | 42 млн доларів    |
| 10   | Кевін Дюрант      | Баскетбол            | США        | 65,4 млн доларів | 30,4 млн доларів       | 35 млн доларів    |

## 2018
Список 2018 року: 
| Ранг | Ім'я              | Вид спорту               | Країна              | Всього           | Основний дохід/Призові | Рекламні кампанії |
| ---- | ----------------- | ------------------------ | ------------------- | ---------------- | ---------------------- | ----------------- |
| 1    | Флойд Мейвезер    | Бокс                     | США                 | 285 млн доларів  | 275 млн доларів        | 10 млн доларів    |
| 2    | Ліонель Мессі     | Футбол                   | Аргентина           | 111 млн доларів  | 84 млн доларів         | 27 млн доларів    |
| 3    | Кріштіану Роналду | Футбол                   | Португалія          | 108 млн доларів  | 61 млн доларів         | 47 млн доларів    |
| 4    | Конор Мак-Грегор  | Змішані бойові мистецтва | Республіка Ірландія | 99 млн доларів   | 85 млн доларів         | 14 млн доларів    |
| 5    | Неймар            | Футбол                   | Бразилія            | 90 млн доларів   | 73 млн доларів         | 17 млн доларів    |
| 6    | Леброн Джеймс     | Баскетбол                | США                 | 85,5 млн доларів | 33,5 млн доларів       | 52 млн доларів    |
| 7    | Роджер Федерер    | Теніс                    | Швейцарія           | 77,2 млн доларів | 12,2 млн доларів       | 65 млн доларів    |
| 8    | Стефен Каррі      | Баскетбол                | США                 | 76,9 млн доларів | 34,9 млн доларів       | 42 млн доларів    |
| 9    | Метт Раян         | Американський футбол     | США                 | 67,3 млн доларів | 62,3 млн доларів       | 5 млн доларів     |
| 10   | Метью Стаффорд    | Американський футбол     | США                 | 59,5 млн доларів | 57,5 млн доларів       | 2 млн доларів     |

## 2017
Список 2017 року: 
| Ранг | Ім'я              | Вид спорту            | Країна            | Всього           | Основний дохід/Призові | Рекламні кампанії |
| ---- | ----------------- | --------------------- | ----------------- | ---------------- | ---------------------- | ----------------- |
| 1    | Кріштіану Роналду | Футбол                | Португалія        | 93 млн доларів   | 58 млн доларів         | 35 млн доларів    |
| 2    | Леброн Джеймс     | Баскетбол             | США               | 86,2 млн доларів | 31,2 млн доларів       | 55 млн доларів    |
| 3    | Ліонель Мессі     | Футбол                | Аргентина         | 80 млн доларів   | 53 млн доларів         | 27 млн доларів    |
| 4    | Роджер Федерер    | Теніс                 | Швейцарія         | 64 млн доларів   | 6 млн доларів          | 58 млн доларів    |
| 5    | Кевін Дюрант      | Баскетбол             | США               | 60,6 млн доларів | 26,6 млн доларів       | 34 млн доларів    |
| 6    | Ендрю Люк         | Американський футбол  | США               | 50 млн доларів   | 47 млн доларів         | 3 млн доларів     |
| 6    | Рорі Макілрой     | Гольф                 | Північна Ірландія | 50 млн доларів   | 16 млн доларів         | 34 млн доларів    |
| 8    | Стефен Каррі      | Баскетбол             | США               | 47,3 млн доларів | 12,3 млн доларів       | 35 млн доларів    |
| 9    | Джеймс Гарден     | Баскетбол             | США               | 46,6 млн доларів | 26,6 млн доларів       | 20 млн доларів    |
| 10   | Льюїс Гамільтон   | Автомобільні перегони | Велика Британія   | 46 млн доларів   | 38 млн доларів         | 8 млн доларів     |

## 2016
Список 2016 року: 
| Ранг | Ім'я              | Вид спорту           | Країна     | Всього           | Основний дохід/Призові | Рекламні кампанії |
| ---- | ----------------- | -------------------- | ---------- | ---------------- | ---------------------- | ----------------- |
| 1    | Кріштіану Роналду | Футбол               | Португалія | 88 млн доларів   | 56 млн доларів         | 32 млн доларів    |
| 2    | Ліонель Мессі     | Футбол               | Аргентина  | 81,4 млн доларів | 53,4 млн доларів       | 28 млн доларів    |
| 3    | Леброн Джеймс     | Баскетбол            | США        | 77,2 млн доларів | 23,2 млн доларів       | 54 млн доларів    |
| 4    | Роджер Федерер    | Теніс                | Швейцарія  | 67,8 млн доларів | 7,8 млн доларів        | 60 млн доларів    |
| 5    | Кевін Дюрант      | Баскетбол            | США        | 56,2 млн доларів | 20,2 млн доларів       | 36 млн доларів    |
| 6    | Новак Джокович    | Теніс                | Сербія     | 55,8 млн доларів | 21,8 млн доларів       | 34 млн доларів    |
| 7    | Кем Ньютон        | Американський футбол | США        | 53,1 млн доларів | 41,1 млн доларів       | 12 млн доларів    |
| 8    | Філ Мікелсон      | Гольф                | США        | 52,9 млн доларів | 2,9 млн доларів        | 50 млн доларів    |
| 9    | Джордан Спіт      | Гольф                | США        | 52,8 млн доларів | 20,8 млн доларів       | 32 млн доларів    |
| 10   | Кобі Браянт       | Баскетбол            | США        | 50 млн доларів   | 25 млн доларів         | 25 млн доларів    |

## 2015
Список 2015 року було опубліковано 10 червня 2015 року 
| Ранг | Ім'я              | Вид спорту | Країна     | Всього           | Основний дохід/Призові | Рекламні кампанії |
| ---- | ----------------- | ---------- | ---------- | ---------------- | ---------------------- | ----------------- |
| 1    | Флойд Мейвезер    | Бокс       | США        | 300 млн доларів  | 285 млн доларів        | 15 млн доларів    |
| 2    | Менні Пак'яо      | Бокс       | Філіппіни  | 160 млн доларів  | 148 млн доларів        | 12 млн доларів    |
| 3    | Кріштіану Роналду | Футбол     | Португалія | 79,6 млн доларів | 52,6 млн доларів       | 27 млн доларів    |
| 4    | Ліонель Мессі     | Футбол     | Аргентина  | 73,8 млн доларів | 51,8 млн доларів       | 22 млн доларів    |
| 5    | Роджер Федерер    | Теніс      | Швейцарія  | 67 млн доларів   | 9 млн доларів          | 58 млн доларів    |
| 6    | Леброн Джеймс     | Баскетбол  | США        | 64,8 млн доларів | 20,8 млн доларів       | 44 млн доларів    |
| 7    | Кевін Дюрант      | Баскетбол  | США        | 54,1 млн доларів | 19,1 млн доларів       | 35 млн доларів    |
| 8    | Філ Мікелсон      | Гольф      | США        | 50,8 млн доларів | 2,8 млн доларів        | 48 млн доларів    |
| 9    | Тайґер Вудс       | Гольф      | США        | 50,6 млн доларів | 0,6 млн доларів        | 50 млн доларів    |
| 10   | Кобі Браянт       | Баскетбол  | США        | 49,5 млн доларів | 23,5 млн доларів       | 26 млн доларів    |

## 2014
Список 2014 року було опубліковано 11 червня 2014 року 
| Ранг | Ім'я              | Вид спорту           | Країна     | Всього           | Основний дохід/Призові | Рекламні кампанії |
| ---- | ----------------- | -------------------- | ---------- | ---------------- | ---------------------- | ----------------- |
| 1    | Флойд Мейвезер    | Бокс                 | США        | 105 млн доларів  | 105 млн доларів        | 0 доларів         |
| 2    | Кріштіану Роналду | Футбол               | Португалія | 80 млн доларів   | 52 млн доларів         | 28 млн доларів    |
| 3    | Леброн Джеймс     | Баскетбол            | США        | 72,3 млн доларів | 19,3 млн доларів       | 53 млн доларів    |
| 4    | Ліонель Мессі     | Футбол               | Аргентина  | 64,7 млн доларів | 41,7 млн доларів       | 23 млн доларів    |
| 5    | Кобі Браянт       | Баскетбол            | США        | 61,5 млн доларів | 30,5 млн доларів       | 31 млн доларів    |
| 6    | Тайґер Вудс       | Гольф                | США        | 61,2 млн доларів | 6,2 млн доларів        | 55 млн доларів    |
| 7    | Роджер Федерер    | Теніс                | Швейцарія  | 56,2 млн доларів | 4,2 млн доларів        | 52 млн доларів    |
| 8    | Філ Мікелсон      | Гольф                | США        | 53,2 млн доларів | 5,2 млн доларів        | 48 млн доларів    |
| 9    | Рафаель Надаль    | Теніс                | Іспанія    | 44,5 млн доларів | 14,5 млн доларів       | 30 млн доларів    |
| 10   | Метт Раян         | Американський футбол | США        | 43,8 млн доларів | 42 млн доларів         | 1,8 млн доларів   |

## 2013
Список 2013 року було опубліковано 5 червня 2013 року 
| Ранг | Ім'я              | Вид спорту           | Країна          | Всього           | Основний дохід/Призові | Рекламні кампанії |
| ---- | ----------------- | -------------------- | --------------- | ---------------- | ---------------------- | ----------------- |
| 1    | Тайґер Вудс       | Гольф                | США             | 78,1 млн доларів | 13,1 млн доларів       | 65 млн доларів    |
| 2    | Роджер Федерер    | Теніс                | Швейцарія       | 71,5 млн доларів | 6,5 млн доларів        | 65 млн доларів    |
| 3    | Кобі Браянт       | Баскетбол            | США             | 61,9 млн доларів | 27,9 млн доларів       | 34 млн доларів    |
| 4    | Леброн Джеймс     | Баскетбол            | США             | 59,8 млн доларів | 17,8 млн доларів       | 42 млн доларів    |
| 5    | Дрю Бріз          | Американський футбол | США             | 51 млн доларів   | 40 млн доларів         | 11 млн доларів    |
| 6    | Аарон Роджерс     | Американський футбол | США             | 49 млн доларів   | 43 млн доларів         | 6 млн доларів     |
| 7    | Філ Мікелсон      | Гольф                | США             | 48,7 млн доларів | 4,7 млн доларів        | 44 млн доларів    |
| 8    | Девід Бекхем      | Футбол               | Велика Британія | 47,2 млн доларів | 5,2 млн доларів        | 42 млн доларів    |
| 9    | Кріштіану Роналду | Футбол               | Португалія      | 44 млн доларів   | 23 млн доларів         | 21 млн доларів    |
| 10   | Ліонель Мессі     | Футбол               | Аргентина       | 41,3 млн доларів | 20,3 млн доларів       | 21 млн доларів    |

## 2012
Список 2012 року було опубліковано 18 червня 2012 року 
| Ранг | Ім'я              | Вид спорту           | Національність  | Загальний заробіток | Основний дохід/Призові | Рекламні кампанії |
| ---- | ----------------- | -------------------- | --------------- | ------------------- | ---------------------- | ----------------- |
| 1    | Флойд Мейвезер    | Бокс                 | США             | 85 млн доларів      | 85 млн доларів         | 0 доларів         |
| 2    | Менні Пак'яо      | Бокс                 | Філіппіни       | 62 млн доларів      | 56 млн доларів         | 6 млн доларів     |
| 3    | Тайґер Вудс       | Гольф                | США             | 59,4 млн доларів    | 4,4 млн доларів        | 55 млн доларів    |
| 4    | Леброн Джеймс     | Баскетбол            | США             | 53 млн доларів      | 13 млн доларів         | 40 млн доларів    |
| 5    | Роджер Федерер    | Теніс                | Швейцарія       | 52,7 млн доларів    | 7,7 млн доларів        | 45 млн доларів    |
| 6    | Кобі Браянт       | Баскетбол            | США             | 52,3 млн доларів    | 20,3 млн доларів       | 32 млн доларів    |
| 7    | Філ Мікелсон      | Гольф                | США             | 47,8 млн доларів    | 4,8 млн доларів        | 43 млн доларів    |
| 8    | Девід Бекхем      | Футбол               | Велика Британія | 46 млн доларів      | 9 млн доларів          | 37 млн доларів    |
| 9    | Кріштіану Роналду | Футбол               | Португалія      | 42,5 млн доларів    | 20,5 млн доларів       | 22 млн доларів    |
| 10   | Пейтон Меннінг    | Американський футбол | США             | 42,4 млн доларів    | 32,4 млн доларів       | 10 млн доларів    |